# Гришутино (Тверская область)
Гришутино — деревня в Лихославльском районе Тверской области.

## География
Находится в центральной части Тверской области на расстоянии приблизительно 32 км на северо-восток по прямой от районного центра города Лихославль на левом берегу Медведицы.

## История
Деревня была отмечена ещё на карте Менде, состояние местности на которой соответствует 1848 году. В 1859 году здесь (деревня Бежецкого уезда) был учтен 41 двор. На карте 1941 года отмечена как поселение с 66 дворами. До 2021 деревня входила в Толмачёвское сельское поселение Лихославльского района до его упразднения.

## Население
Численность населения: 292 человека (1859 год), 9 (русские 100 %) в 2002 году, 1 в 2010.